# La Biche River (Liard River)
Der La Biche River ist ein linker Nebenfluss des Liard River im Yukon-Territorium und in der Provinz British Columbia im Nordwesten Kanadas.

## Flusslauf
Der La Biche River entspringt in der Tlogotsho Range im Südosten von Yukon. Er fließt in südlicher Richtung entlang der Westflanke der La Biche Range. Nach etwa 70 km wendet sich der Fluss nach Osten und durchbricht den Höhenzug. Im östlich gelegenen Paralleltal fließt der La Biche River für 20 km wieder in südlicher Richtung, bevor er sich erneut nach Osten wendet und den südlichen Ausläufer der Kotaneelee Range durchbricht. Der Fluss passiert die gleichnamige Siedlung mit dem ebenfalls gleichnamigen Flugplatz. Der La Biche River fließt anschließend wieder in südlicher Richtung und wendet sich nach 25 km erneut nach Osten, um den südlichen Ausläufer der Liard Range zu durchbrechen und schließlich 40 km südsüdwestlich von Fort Liard in den Liard River zu münden. Der La Biche River hat eine Länge von ungefähr 215 km. Die letzten 20 km des Flusslaufs liegen in British Columbia. Das Einzugsgebiet des La Biche River grenzt im Osten an die Nordwest-Territorien.